# Mereiterita
La mereiterita és un mineral de la classe dels sulfats, que pertany al grup de la leonita. Rep el seu nom del Dr. Kurt Mereiter, de Universitat Tècnica de Viena, per les seves contribucions a la química cristal·lina de diversos sulfats de ferro.

## Característiques
La mereiterita és un sulfat de fórmula química K₂Fe(SO₄)₂·4H₂O. Cristal·litza en el sistema monoclínic. La seva duresa a l'escala de Mohs es troba entre 2,5 i 3. És l'anàleg de ferro de la leonita.
Segons la classificació de Nickel-Strunz, la mereiterita pertany a «07.C - Sulfats (selenats, etc.) sense anions addicionals, amb H₂O, amb cations de mida mitjana i grans» juntament amb els següents minerals: krausita, tamarugita, kalinita, mendozita, lonecreekita, alum-(K), alum-(Na), tschermigita, lanmuchangita, voltaïta, zincovoltaïta, pertlikita, amoniomagnesiovoltaïta, kröhnkita, ferrinatrita, goldichita, löweïta, blödita, niquelblödita, changoïta, zincblödita, leonita, boussingaultita, cianocroïta, mohrita, niquelboussingaultita, picromerita, polihalita, leightonita, amarillita, konyaïta i wattevil·lita.

## Formació i jaciments
Pot aparèixer com un producte de deshidratació de la hexahidratada picromerita, inestable a temperatura ambient. Va ser descoberta a la mina Hilarion, a la localitat d'Agios Konstantinos, al districte miner de Làurion, a la prefectura d'Àtica, Grècia. També ha estat descrita al volcà Cerro Negro, al departament de León, a Nicaragua. Són els dos únics indrets on ha estat trobada aquesta espècie mineral.